# Georg Schwenk

Georg Schwenk

Georg Schwenk (* 3. Juni 1863 in Dresden; † 26. Mai 1936 ebenda) war ein deutscher Maler und Schriftsteller.

## Leben
Schwenk war ein Sohn des Bildhauers Wilhelm Schwenk. Er studierte von 1880 bis 1888 und erneut von 1894 bis 1896 an der Dresdner Kunstakademie. Seine Lehrer waren unter anderem Leon Pohle, Hermann Prell und Heinrich Ferdinand Hofmann. Von 1899 an lebte und arbeitete er bis zu seinem Tod im Künstlerhaus Dresden-Loschwitz. Für die Loschwitzer Kirche schuf er im Zuge der Renovierung des Gotteshauses Glasmalereien, die der Maler Eduard Leonhardi entworfen hatte. Sie wurden bei der Bombardierung Dresdens 1945 zerstört und nicht ersetzt. Sein Wandgemälde Die Erziehung der Jugend im Geiste Schillers befindet sich in der Aula der Schillerschule in Loschwitz, wurde jedoch 1951 überstrichen. Auch die Wandbilder im Maternihospital und im Maria-Anna-Kinderhospital (heute eine zum Berufsschulzentrum für Technik und Wirtschaft gehörende Förderschule in Trachenberge) stammten von Schwenk. Weitere Wandgemälde befinden sich in Bautzen im Bürgersaal des Gewandhauses und in der Eisenacher Nikolaikirche.
Schwenks Gemälde Treu der Natur aus dem Jahr 1900, das sich wie das Gemälde Dem Licht entgegen im Lahmann-Sanatorium auf dem Weißen Hirsch in Dresden befand, „muß als Kultbild der Zeit eingestuft werden.“ Als charakteristisches Werk der Lebensreformbewegung wurde es ab 1903 sogar auf Postkarten und als Farbdruck vertrieben. Schwenk selbst hat sich auf diesem Gemälde als naturnaher Familienvater dargestellt, der einem Kind einen Apfel vom Baum pflückt. Obwohl er eine große Familie hatte, war Schwenk in Wirklichkeit jedoch eher „der Typ des frommen, ganz seinem Werk hingegebenen Einsiedlers“. Sein Historiengemälde „Bautzens Bürger schlagen im Jahre 1429 einen Sturmangriff der Hussiten erfolgreich nieder“ (um 1925), das sich im Bürgersaal des Gewandhauses Bautzen befand, wurde beim Brand des Gewandhauses am 27./28. Oktober 1976 mit vernichtet.
Als Schriftsteller trat er unter anderem mit seinem Drama Gottfried von Gutenbronn in Erscheinung, das 1933 uraufgeführt wurde.

## Ehrung

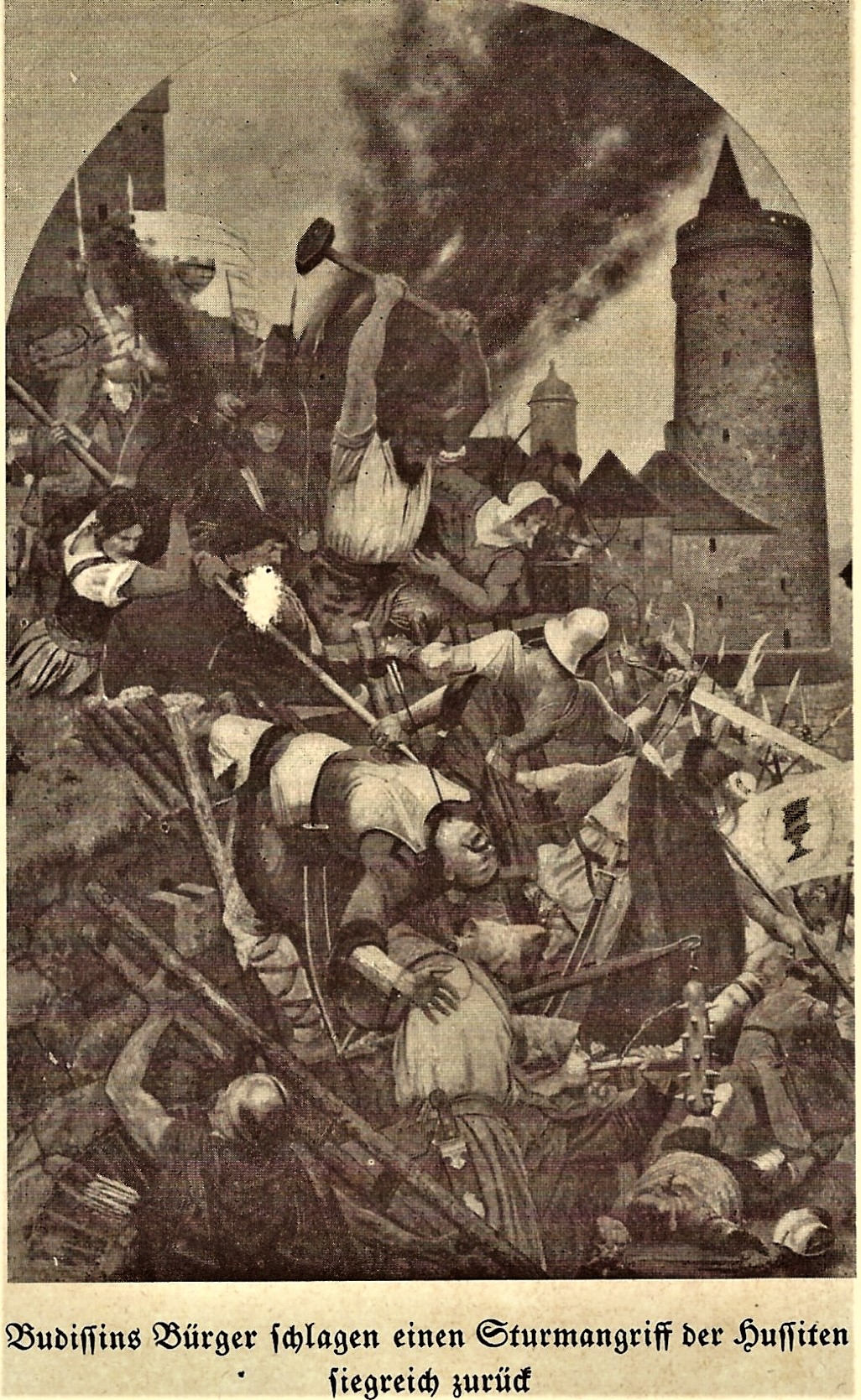
Historienbild von Georg Schwenk

In Dresden-Wachwitz erinnert die Schwenkstraße an Wilhelm und Georg Schwenk.